# Tinuncah
Tinuncah är en ort i Mexiko.   Den ligger i kommunen Yaxcabá och delstaten Yucatán, i den östra delen av landet, 1 100 km öster om huvudstaden Mexico City. Tinuncah ligger 25 meter över havet och antalet invånare är 164.
Terrängen runt Tinuncah är mycket platt. Runt Tinuncah är det glesbefolkat, med 10 invånare per kvadratkilometer. Närmaste större samhälle är Tiholop, 7,8 km norr om Tinuncah. I omgivningarna runt Tinuncah växer i huvudsak städsegrön lövskog.